# 陰茎亀頭
陰茎亀頭（いんけいきとう、英: Glans penis）または単に亀頭（英: Glans）は、陰茎の先端の部分である。

## 概要
ヒトの亀頭
- 背側
- 腹側

表面は唇の皮膚と同様に粘膜質でできている。一般的に男性の身体で最も敏感な性感帯である。女性の陰核亀頭に相当する部分である。色はピンク色が一般的ではあるが、割礼の有無、気温、性的興奮状態などの環境により、静脈血由来の灰青色を呈したり、逆に赤紫色に近い色にも変化する。先端には尿道口があり、末端のつけ根に沿って陰茎亀頭冠がある。皮膚は他の部分と比べてずっと薄く、皮膚の下にはすぐ尿道海綿体が癒合している。神経が集中し、また表皮が極めて薄いこともあり、外界からの刺激によって性的快感が得られやすい。仮性包茎の場合、亀頭は通常包皮によって隠れているが勃起する事によって露出される。
出生時には全体が包皮 (Foreskin) に包まれており亀頭を保護しており、幼少期には包皮開口部が狭く亀頭全体を露出させることは困難であるが、思春期を迎え陰茎の長大化、亀頭部の増大（亀頭は男性器のタナー段階IVより発達する）、自慰の開始などによって包皮口が次第に広がり、亀頭を露出することが可能となる。

陰茎亀頭は男性器のタナー段階Iは思春期前・幼児型、II・IIIで思春期に入るが陰茎亀頭はまだ幼児型、IVで発達し、Vで成人型となる

割礼の文化のある国や地域では包皮の先端を切除することによって人為的に亀頭を露出させた状態にする。
露出可能になったばかりの亀頭部はきわめて敏感であり、手指で触れたり衣類へ接触すると痛みを伴う。だが、意図的な接触では性的快感を覚えることがある。これは自分のほかに、意図した相手でも起こることがある。
先端に尿道口が位置するため、陰唇同様に排尿後は残尿が付着する。しかし、物理的に凸部であるためにその量は陰唇に比べはるかに少なく、包皮を剥きながら陰茎を振ることで除去できる。このため、男性は女性のように排尿後にトイレットペーパーを使用する必要はない。

## 文化
特に割礼を行う文化を持つ民俗においては、亀頭がむき出しだと危険であるため、各種ペニスケースや布、乾燥させたカボチャなどでこれを保護する。また、包皮を引っ張って紐で結わえる、もしくは腰紐に挟むなどして（これは陰茎をよりたくましく見せる効果もある）包皮によって亀頭を保護する文化もある。
これら文化圏においては、亀頭のみを隠して陰茎（包皮）や陰嚢が、もしくは陰茎をも隠して陰嚢のみが丸出しである場合があるが、特に亀頭に関しては非常な羞恥心を持つケースが見られ、ヨーロッパ人が全裸で（亀頭をあらわにして）水浴びをする様子を見て仰天するなどの事例もあった。さらにアフリカのズールー族では人前で亀頭を晒すことは著しく礼儀を逸した犯罪行為であり、殴り殺されても文句は言えないような行為であったという。なお、亀頭については同性になら見せて良い場合と、同性にも見せてはいけない場合があり、これについてはその文化次第である。
また、古代ギリシアでは全裸でのスポーツ競技が行われていたが、やはり亀頭はいささか特別扱いであり、包皮からそれが飛び出さないように紐で固定するなどの措置がなされた。宗教上、割礼により包皮が切り取られているユダヤ人などは古代ローマなどにおいても嘲笑の対象となることがあった。
日本語で、鈴口（すずくち）という異称がある。